# Aschiza
Aschiza — група коротковусих двокрилих інфраряду круглошовних мух (Muscomorpha). Включає дві великі родини, Syrphidae і Phoridae, і ряд менших таксонів.

## Опис
Вони схожі на більшість звичних круглошовних мух за одним помітним винятком; вони не мають птилінума, тому не мають помітного птилінального шва на обличчі, як в інших круглошовних мух. Вони утворюють лялечку з круглим вихідним отвором, але лялечка не має такої точно еліпсоїдної форми, як це характерно для інших круглошовних.

## Родини
- Ironomyiidae
- Lonchopteridae
- Opetiidae
- Phoridae
- Pipunculidae
- Platypezidae
- Syrphidae